# Parti conservateur du Québec (2009-)
Pour les articles homonymes, voir Parti conservateur du Québec.
Ne doit pas être confondu avec Parti conservateur du Québec (1850-1935) ou Parti conservateur du Canada.
Le Parti conservateur du Québec (PCQ) est un parti politique provincial québécois fondé en 2009. Depuis 2021, le chef du parti est Éric Duhaime.
Sur le plan économique, il est le parti le plus à droite de l'échiquier politique du Québec, préconisant une baisse d'impôts des particuliers et une réduction de la taille de l'État.

## Politiques
Le programme du parti, annoncé par Luc Harvey en vue des élections générales québécoises de 2012, comprend la suppression des garderies subventionnées et la création d'une allocation de 100 $ par semaine par enfant visant à les remplacer, ainsi que la restriction des aides pour les personnes au chômage : « nous préparons quelque chose pour les 140 000 assistés sociaux aptes au travail. Nous proposerons qu'ils n'aient droit à l'aide sociale que durant cinq ans de leur vie. Il n'y en aura plus qui en feront un projet de vie et qui recevront de l'argent à rester chez eux à fumer devant la TV ! »
Après être devenu chef du parti le 23 février 2013, Adrien D. Pouliot modifie la charte du parti pour en retirer les éléments de « droite morale », plaçant le parti au centre sur ce plan. Le parti plaide pour la liberté individuelle et la réduction du rôle de l'État, autant sur le plan économique que social. En termes économiques, il préconise l'utilisation des mécanismes de marché dans l'élaboration et la mise en œuvre des politiques publiques.

## Historique
Le parti est autorisé en mars 2009 par le directeur général des élections.
En novembre 2009, Serge Fontaine propose à Éric Caire – qui rompt alors avec l'ADQ – de rejoindre les rangs de son parti, quitte à lui laisser sa place de chef. Le député ne donne cependant pas suite et siège en tant qu'indépendant.
En novembre 2011, le chef du parti, Serge Fontaine, quitte le parti pour joindre la Coalition avenir Québec de François Legault.
En janvier 2012, le parti, qui existait toujours sur papier, est redémarré et présidé par l'animateur de radio et analyste politique Jeff Plante qui avec l'aide de son équipe en établit les bases et la constitution et en confie le leadership intérimaire à l'ancien député conservateur fédéral de Louis-Hébert Luc Harvey. Le 26 et 27 mai 2012 à Drummondville a lieu le congrès de fondation du parti. Stéphane Guinta agit alors comme directeur général du parti.
À la suite de l'élection provinciale de septembre 2012 où le parti a obtenu 0,18 % des suffrages exprimés, Luc Harvey démissionne de son poste de chef. Par la suite, l’ex-député adéquiste du comté de Huntingdon, Albert De Martin, est nommé chef intérimaire du parti.

### Course à la direction de 2013

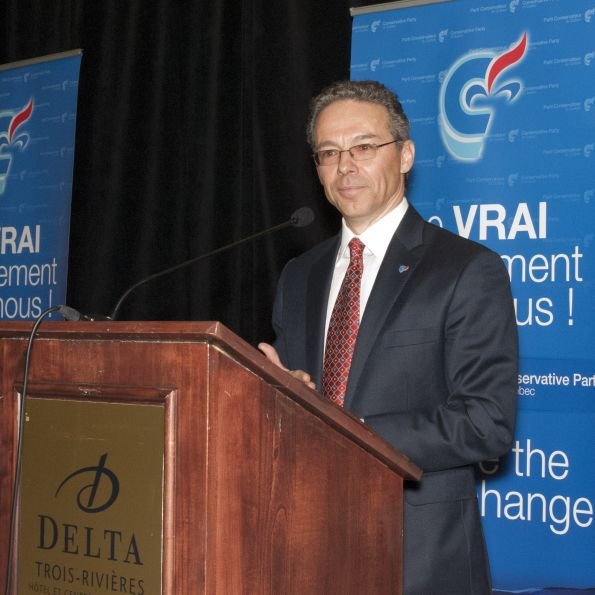
Adrien D. Pouliot est chef du parti de 2013 à 2021.

En janvier 2013, se déroule une course à la chefferie entre deux candidats : Daniel Brisson et Adrien D. Pouliot. Adrien D. Pouliot est alors bien connu dans le milieu du conservatisme fiscal de par sa participation à la fondation de l'Institut économique de Montréal. Il est vice-président de la commission politique de l'Action démocratique du Québec alors que celle-ci fusionne avec la Coalition avenir Québec de François Legault. Adrien D. Pouliot se prononce d'ailleurs contre la fusion en public et participe, avec le président de la commission politique de l'ADQ, Claude Garcia, à une tournée du Québec dans le but de convaincre les membres de l'ADQ de rejeter la fusion. Adrien D. Pouliot argumente, après une rencontre avec François Legault, que la CAQ n'est en fait pas un parti à droite mais un parti faisant la promotion de ce qu'il appele la gauche efficace, et que notamment François Legault est opposé à plusieurs des politiques revendiquées par l'ADQ de l'époque. Déçu de la fusion, Adrien D. Pouliot ne se joindra pas à la CAQ et se déclarera publiquement comme étant "un orphelin politique". Après plusieurs mois de réflexion, et après avoir considéré se présenter à la chefferie du Parti libéral du Québec dans le but d'amener ce parti plus à droite dans les dossiers économiques, il décide en janvier 2013 de se présenter comme chef du Parti conservateur du Québec. Le 14 février 2013, Daniel Brisson retire sa candidature et le 23 février, Adrien D. Pouliot devient chef du Parti lors du Conseil général. Les 19 et 20 octobre 2013, les membres adoptent la nouvelle plateforme officielle du Parti lors du congrès national 2013.

### Course à la direction de 2020-2021

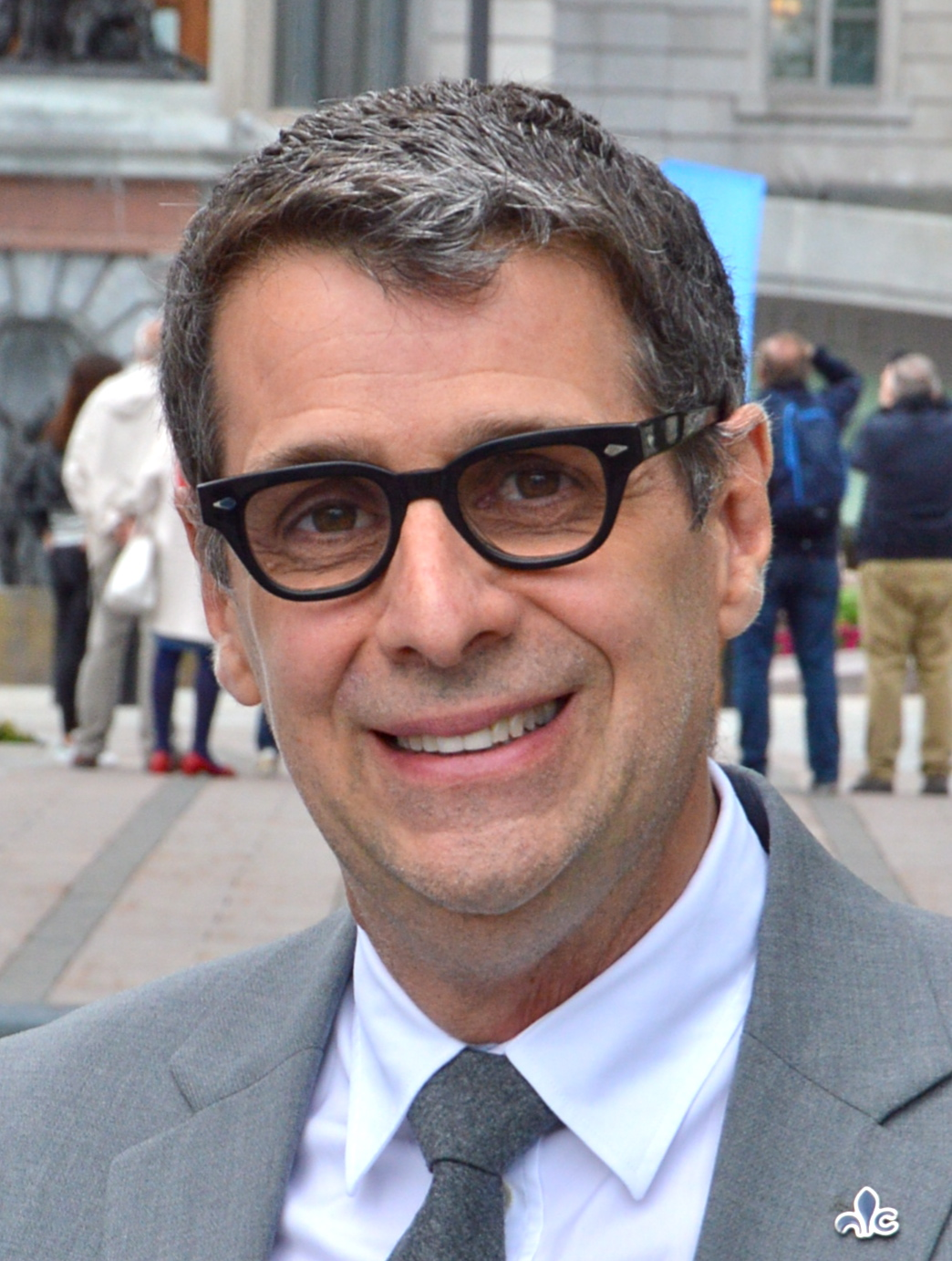
L'ancien conseiller politique de l'ADQ Éric Duhaime est le chef du Parti conservateur du Québec depuis le 17 avril 2021.

Le 16 octobre 2020, le parti annonce sur sa page Facebook la démission de son chef Adrien D. Pouliot et la tenue d'une course à la chefferie. Le chef sortant Adrien Pouliot assure lui-même l'intérim.
Le 22 novembre, l'ancien conseiller politique de l'ADQ Éric Duhaime annonce qu'il sera candidat dans la course à la chefferie du parti. Par la suite, il reçoit le soutien du sénateur Pierre-Hugues Boisvenu, de l'ex-députée fédérale Josée Verner, et de l'ex-maire de Trois-Rivières Yves Lévesque. 
Éric Duhaime remporte la course à la direction avec 95.99 % des voix.

### Direction d'Éric Duhaime
À la suite de la course à la chefferie, le parti connaît une forte croissance. Le nombre d'adhérents au PCQ passe de 500 à 55 000 en près d'un an, le nombre de donateurs explose au point de mettre le parti en première place des partis politiques en terme du pourcentage du nombre de donateurs au Québec et les différents sondages sortis depuis le début du mandat d'Éric Duhaime comme chef marquent une augmentation significative dans les intentions de vote. 
En tant que chef du PCQ, Duhaime critique sans relache la gestion de la pandémie de covid-19 par le gouvernement Legault, ce qui, pour certains analystes, explique en grande partie la rapide montée de son parti.
Le PCQ organise son premier grand rassemblement politique le 5 avril 2022 dans la circonscription de Chauveau. Duhaime annonce par la même occasion qu'il se présentera aux élections générales de 2022 dans la circonscription. Lors du rassemblement, plusieurs personnalités publiques apportent leur soutien à Éric Duhaime dont Yves Lévesque, Josée Verner, Anne Casabonne, Joanne Marcotte, Adrien Pouliot, Claire Samson, Pierre-Hugues Boisvenu et Jonathan Marchessault,.

## Chefferie
| Nom                             | Chef                            |
| ------------------------------- | ------------------------------- |
| Serge Fontaine                  | mars 2009 - novembre 2011       |
| Luc Harvey                      | janvier 2012 - septembre 2012   |
| Albert De Martin (intérimaire)  | septembre 2012 - février 2013   |
| Adrien D. Pouliot               | février 2013 - 16 octobre 2020  |
| Adrien D. Pouliot (intérimaire) | 16 octobre 2020 - 17 avril 2021 |
| Éric Duhaime                    | 17 avril 2021 - présent         |

## Participation aux élections
Fondé en 2009, le parti ne peut présenter de candidats à une élection générale qu'en 2012. Il a cependant présenté deux candidats aux élections partielles d'Argenteuil et de LaFontaine, ayant eu lieu plus tôt en 2012, allant récolter 1,12 % des votes.
Le parti présente 27 candidats aux élections générales de 2012 et n'obtient que 0,18 % des votes. Devant cet échec, le chef du parti, Luc Harvey, quitte ses fonctions. 
En 2014, après une course à la chefferie que remporte Adrien D. Pouliot, ainsi qu'après un éloignement politique de la « droite morale », le parti recrute 59 candidats pour les élections générales de 2014. L'augmentation par deux fois du nombre de candidats par rapport à la dernière élection se traduit en une augmentation presque équivalente du nombre de votes et du pourcentage de vote. 
Entre 2014 et 2018, le parti présente des candidats dans plusieurs élections partielles, dont celle de Lévis dès 2015 où le parti présente son chef et obtient 2,3 % des voix. L'année suivante, Adrien Pouliot se présente à nouveau, cette fois-ci dans le cadre de l'élection partielle dans Chauveau ; ce dernier obtient près de 5 % des votes, un record pour le parti. Aux élections partielles du 5 décembre 2016, le parti présente des candidats dans les quatre circonscriptions en jeu. Dans Saint-Jérôme, Sébastien Roy termine 7e avec 0,34 % des voix. Hoang Nam Nguyen obtient 0,75 % des voix dans Marie-Victorin, David Girard 0,65 % dans Verdun et Guy Morin 4,7 % dans Arthabaska, où le Parti Conservateur croyait pouvoir effectuer un meilleur score. Finalement, lors de l’élection partielle de Louis-Hébert le 2 octobre 2017, le parti investit beaucoup dans la candidature de Sylvie Asselin, ex-candidate à la mairie de Saint-Augustin-de-Desmaures en banlieue de Québec, qui obtient 4,12 % des voix.
Pour 2018, le parti présente un nombre record de 101 candidats, une présence dans la majorité des circonscriptions qui lui permettra pour la première fois de dépasser le cap des 1 % du total des votes à l'échelle de la province. Ce score ne permet toutefois pas au parti de se démarquer ni de remporter de siège. Le meilleur résultat à travers le Québec est celui du chef Adrien D. Pouliot, encore une fois dans Chauveau, terminant avec 8,6% des voix. Un score cependant insuffisant pour convaincre le chef de rester en poste puisqu'il quittera le parti en 2021, citant une occasion d'affaire qu'il ne pouvait manquer. 

## Résultats électoraux
|          |          |
| 27 / 125 | (21,6 %) |
|          |          |

|         |       |
| 0 / 125 | (0 %) |
|         |       |

|        |  |
| 0,18 % |  |
|        |  |

|          |          |
| 59 / 125 | (47,2 %) |
|          |          |

|         |       |
| 0 / 125 | (0 %) |
|         |       |

|        |  |
| 0,39 % |  |
|        |  |

|           |          |
| 101 / 125 | (80,8 %) |
|           |          |

|         |       |
| 0 / 125 | (0 %) |
|         |       |

|        |  |
| 1,46 % |  |
|        |  |

|           |         |
| 125 / 125 | (100 %) |
|           |         |

|         |       |
| 0 / 125 | (0 %) |
|         |       |

|         |  |
| 12,91 % |  |
|         |  |

## Députés
Le 15 juin 2021, Claire Samson est exclue du caucus de la Coalition avenir Québec pour avoir fait un don au Parti conservateur du Québec. Le 17 juin 2021, elle passe au Parti conservateur du Québec, devenant ainsi la première députée du parti.